# Julen Lopetegui
Julen Lopetegui Agote (n. 28 august 1966, Asteasu⁠(d), Comunitatea Autonomă a Țării Basce, Spania) este un fotbalist spaniol retras din activitate, care a jucat pe post de portar la echipe ca Rayo Vallecano, Real Castilla și Barcelona. Pe plan internațional, are prezențe la națională pentru Spania U-21 și Spania. După încheierea carierei, a devenit antrenor, și a antrenat, printre altele, Echipa națională U-20 de fotbal a Spaniei⁠(d), Spain national under-19 football team⁠(d) și Sevilla.
Ca antrenor al echipei Sevilla FC a cucerit în sezonul 2019-2020 trofeul UEFA Europa League.
În cariera de fotbalist, a jucat pe postul de portar și a adunat 149 de meciuri în La Liga, timp de nouă sezoane plus alte 168 de prezențe în Segunda División.

## Palmares

### Ca jucător
Real Madrid
- La Liga: 1989–90

Barcelona
- Supercopa de España: 1994, 1996

Spania U20
- Campionatul Mondial de Fotbal sub 20: Medalie de argint 1985

### Ca antrenor
Spania U19
- Campionatul European de Fotbal sub 19 ani: 2012

Spania U21
- Campionatul European de Fotbal Sub-21: 2013

Sevilla
- UEFA Europa League: 2019-20